# 斯科特·斯特劳斯博
斯科特·斯特劳斯博（英語：Scott Strausbaugh，1963年7月23日—），美国男子皮划艇运动员。他曾代表美国参加1992年夏季奥林匹克运动会皮划艇比赛，获得男子双人划艇激流金牌。